# Liste der Bodendenkmäler in Höchstädt an der Donau
Auf dieser Seite sind die Bodendenkmäler in der schwäbischen Stadt Höchstädt an der Donau zusammengestellt. Diese Tabelle ist eine Teilliste der Liste der Bodendenkmäler in Bayern. Grundlage ist die Bayerische Denkmalliste, die auf Basis des Bayerischen Denkmalschutzgesetzes vom 1. Oktober 1973 erstmals erstellt wurde und seither durch das Bayerische Landesamt für Denkmalpflege geführt wird. Die folgenden Angaben ersetzen nicht die rechtsverbindliche Auskunft der Denkmalschutzbehörde.

## Bodendenkmäler in Höchstädt an der Donau
| Lage       | Objekt | Akten-Nr.     | Bild |
| ---------- | --- | ------------- | ---- |
| (Standort) | Siedlung des Neolithikums, der Urnenfelder- und Hallstattzeit, Körpergräber des Frühmittelalters.                                                       | D-7-7329-0002 |      |
| (Standort) | Straßentrasse vor- und frühgeschichtlicher Zeitstellung.                                                                                                | D-7-7329-0006 |      |
| (Standort) | Grabhügel vorgeschichtlicher Zeitstellung. | D-7-7329-0007 |      |
| (Standort) | Grabhügel vorgeschichtlicher Zeitstellung. | D-7-7329-0009 |      |
| (Standort) | Gräber vor- und frühgeschichtlicher Zeitstellung. | D-7-7329-0017 |      |
| (Standort) | Siedlung der Urnenfelderzeit. | D-7-7329-0044 |      |
| (Standort) | Siedlung der Hallstattzeit. | D-7-7329-0050 |      |
| (Standort) | Freilandstation des Mesolithikums, Siedlung vorgeschichtlicher Zeitstellung, des Neolithikums und der römischen Kaiserzeit, Burgstall des Mittelalters. | D-7-7329-0051 |      |
| (Standort) | Siedlung der Hallstattzeit. | D-7-7329-0058 |      |
| (Standort) | Siedlung vorgeschichtlicher Zeitstellung, des Neolithikums und der römischen Kaiserzeit, Brandgräber der Urnenfelderzeit.                               | D-7-7329-0060 |      |
| (Standort) | Straße der römischen Kaiserzeit. | D-7-7329-0083 |      |
| (Standort) | Siedlung der Altheimer Kultur und Verhüttungsplatz vor- und frühgeschichtlicher Zeitstellung.                                                           | D-7-7329-0088 |      |
| (Standort) | Straße der römischen Kaiserzeit. | D-7-7329-0090 |      |
| (Standort) | Mittelalterlicher Burgstall. | D-7-7329-0093 |      |
| (Standort) | Wallanlage vor- und frühgeschichtlicher Zeitstellung.                                                                                                   | D-7-7329-0094 |      |
| (Standort) | Brandgräber der Urnenfelder- und Hallstattzeit. | D-7-7329-0095 |      |
| (Standort) | Viereckschanze der jüngeren Latènezeit. | D-7-7329-0105 |      |
| (Standort) | Körpergräber vor- und frühgeschichtlicher Zeitstellung.                                                                                                 | D-7-7329-0106 |      |
| (Standort) | Mittelalterlicher Turmhügel. | D-7-7329-0108 |      |
| (Standort) | Wall-Graben-Anlage vor- und frühgeschichtlicher Zeitstellung.                                                                                           | D-7-7329-0109 |      |
| (Standort) | Siedlung des Neolithikums. | D-7-7329-0111 |      |
| (Standort) | Villa rustica der römischen Kaiserzeit. | D-7-7329-0128 |      |
| (Standort) | Siedlung der römischen Kaiserzeit sowie mittelalterliche Wüstung mit abgegangener Kirche und Befestigung.                                               | D-7-7329-0163 |      |
| (Standort) | Siedlung des Neolithikums und der Urnenfelderzeit. | D-7-7329-0174 |      |
| (Standort) | Körpergräber des frühen Mittelalters. | D-7-7329-0175 |      |
| (Standort) | Mittelalterliche und frühneuzeitliche Befunde im Bereich der katholischen Pfarrkirche St. Nikolaus.                                                     | D-7-7329-0176 |      |
| (Standort) | Brandgräber der Urnenfelderzeit, Körpergräber des frühen Mittelalters sowie Siedlung der römischen Kaiserzeit und des Hoch- und Spätmittelalters.       | D-7-7329-0181 |      |
| (Standort) | Brandgräber vor- und frühgeschichtlicher Zeitstellung, Siedlung der Latènezeit.                                                                         | D-7-7329-0182 |      |
| (Standort) | Körpergräber vor- und frühgeschichtlicher Zeitstellung.                                                                                                 | D-7-7329-0183 |      |
| (Standort) | Mittelalterliche und frühneuzeitliche Befunde im Bereich der katholischen Friedhofskirche St. Salvator des 15. Jahrhunderts.                            | D-7-7329-0184 |      |
| (Standort) | Mittelalterliche und frühneuzeitliche Befunde im Bereich der katholischen Spitalkirche Hl. Geist.                                                       | D-7-7329-0185 |      |
| (Standort) | Mittelalterliche und frühneuzeitliche Befunde im Bereich des ehemaligen Kapuzinerklosters.                                                              | D-7-7329-0186 |      |
| (Standort) | Mittelalterliche und frühneuzeitliche Befunde im Bereich der katholischen Stadtpfarrkirche Mariä Himmelfahrt.                                           | D-7-7329-0187 |      |
| (Standort) | Mittelalterliche Burg und frühneuzeitliches Schloss Höchstädt.                                                                                          | D-7-7329-0390 |      |
| (Standort) | Mittelalterliche und frühneuzeitliche Befunde im Bereich der ehemals befestigten Altstadt von Höchstädt in der Donau.                                   | D-7-7329-0391 |      |
| (Standort) | Mittelalterliche und frühneuzeitliche Befunde im westlichen Vorstadtbereich von Höchstädt an der Donau.                                                 | D-7-7329-0402 |      |
| (Standort) | Mittelalterliche und frühneuzeitliche Befunde im Bereich der katholischen Filialkirche St. Oswald.                                                      | D-7-7329-0403 |      |
| (Standort) | Mittelalterliche und frühneuzeitliche Befunde im Bereich der katholischen Pfarrkirche Unserer Lieben Frau Unbefleckte Empfängnis.                       | D-7-7329-0405 |      |
| (Standort) | Mittelalterliche und frühneuzeitliche Befunde im Bereich der katholischen Filialkirche St. Peter und Paul.                                              | D-7-7329-0408 |      |
| (Standort) | Körpergräber des frühen Mittelalters. | D-7-7329-0437 |      |
| (Standort) | Siedlung der Linearbandkeramik und der Hallstattzeit.                                                                                                   | D-7-7329-0445 |      |
| (Standort) | Siedlung vor- und frühgeschichtlicher Zeitstellung. | D-7-7329-0447 |      |
| (Standort) | Siedlung vor- und frühgeschichtlicher Zeitstellung. | D-7-7329-0448 |      |
| (Standort) | Siedlung des Neolithikums und der römischen Kaiserzeit, Gräber der Glockenbecherkultur.                                                                 | D-7-7329-0449 |      |
| (Standort) | Gräber der Urnenfelderkultur, Werkplatz vor- und frühgeschichtlicher Zeitstellung.                                                                      | D-7-7329-0450 |      |
| (Standort) | Körpergräber vor- und frühgeschichtlicher Zeitstellung.                                                                                                 | D-7-7329-0451 |      |
| (Standort) | Mittelalterliche und frühneuzeitliche Stadtbefestigung von Höchstädt an der Donau.                                                                      | D-7-7329-0452 |      |
| (Standort) | Siedlung des Neolithikums und der Hallstattzeit. | D-7-7329-0453 |      |
| (Standort) | Wallgrabenanlage vor- und frühgeschichtlicher Zeitstellung.                                                                                             | D-7-7329-0457 |      |
| (Standort) | Grabhügel vorgeschichtlicher Zeitstellung. | D-7-7429-0065 |      |